# Eugenia hexovulata
Eugenia hexovulata är en myrtenväxtart som beskrevs av Mcvaugh. Eugenia hexovulata ingår i släktet Eugenia och familjen myrtenväxter. IUCN kategoriserar arten globalt som sårbar. Inga underarter finns listade i Catalogue of Life.